# Balay (empresa)
Balay es una empresa española de electrodomésticos fundada en Zaragoza en 1947. Fue adquirida por la multinacional alemana BSH en 1989, y tanto las antiguas fábricas como la marca «Balay» pertenecen actualmente a BSH Electrodomésticos España.

## Historia

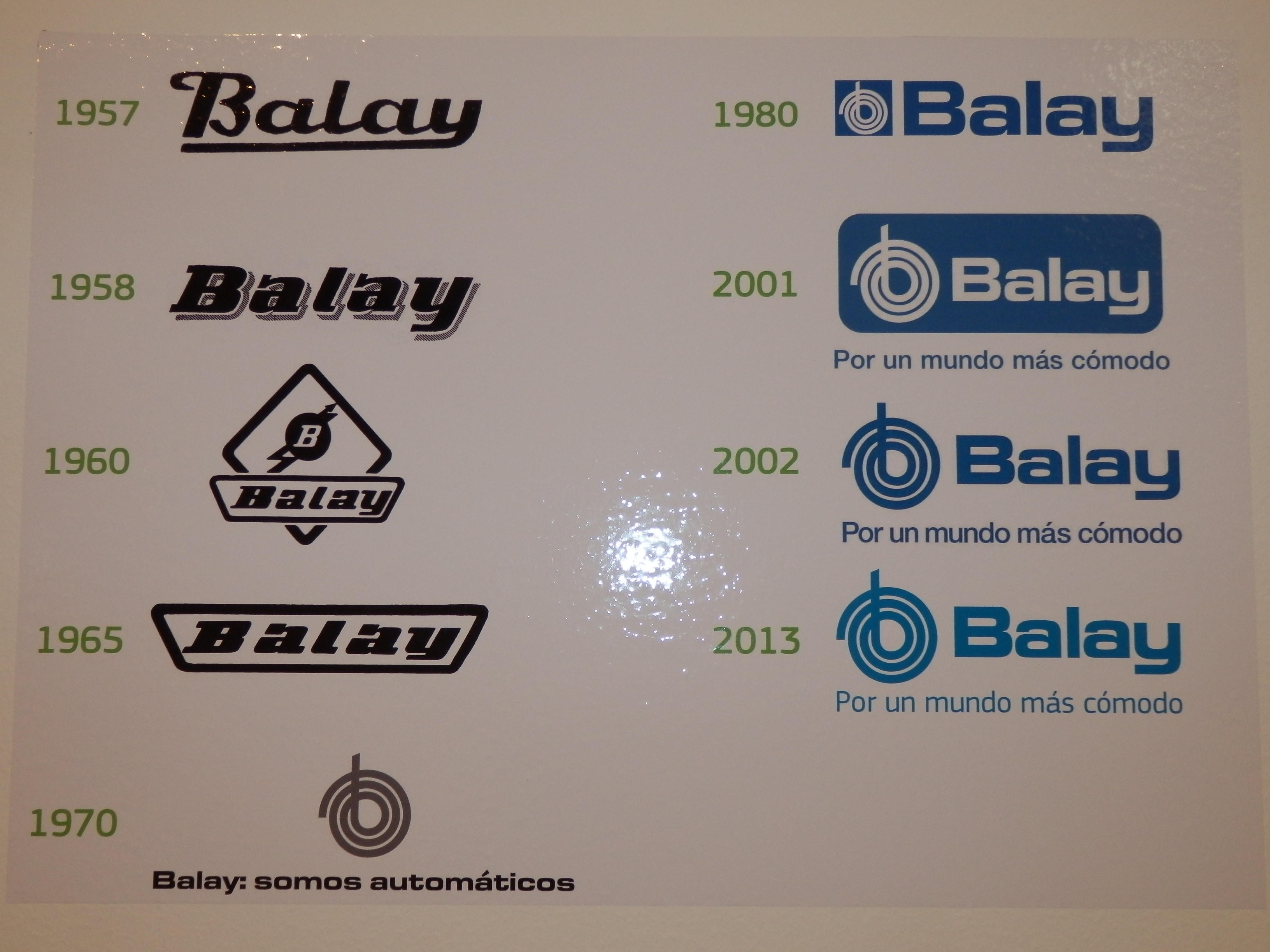
Logotipos de Balay entre 1957 y 2013.

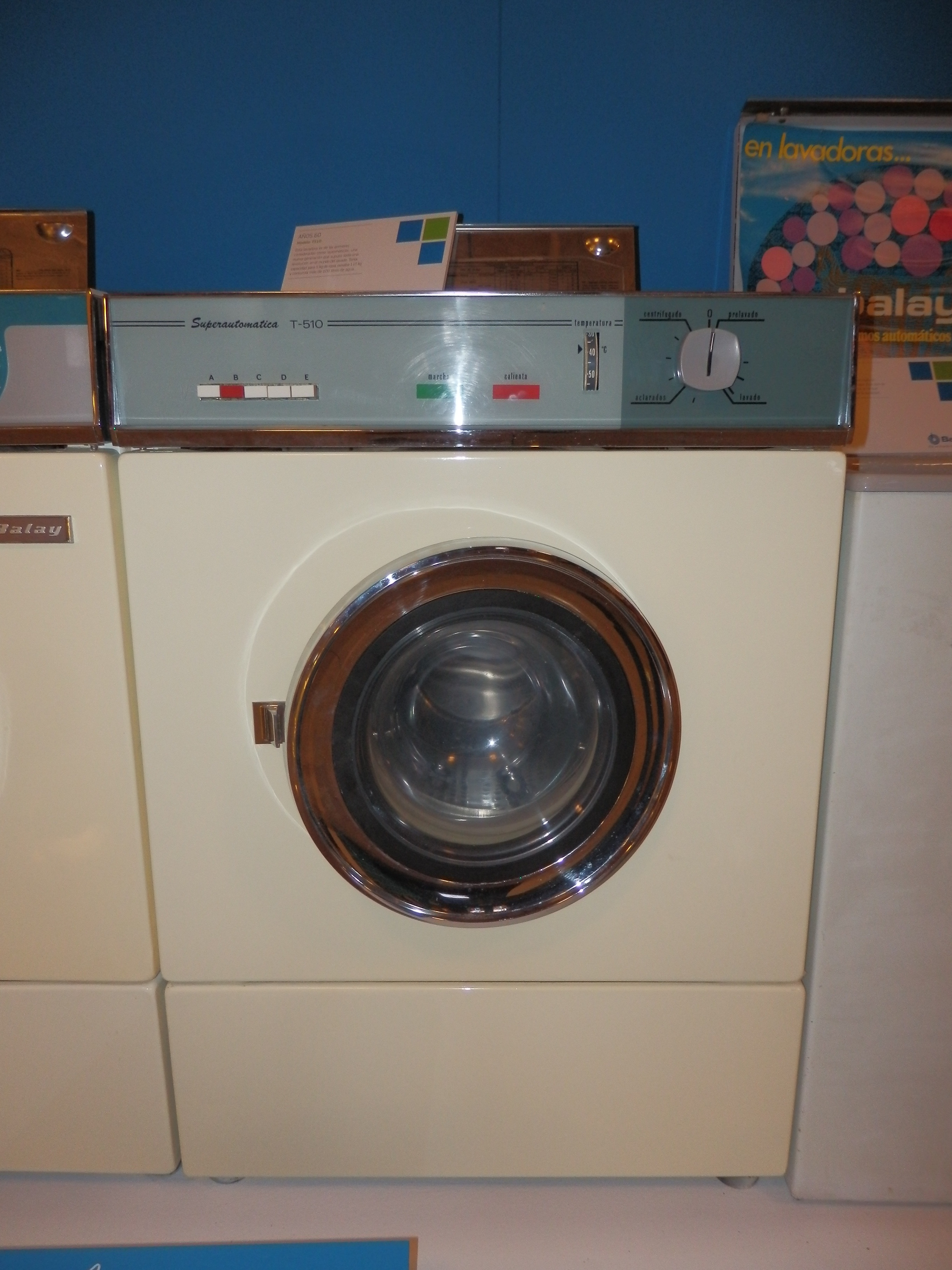
Lavadora Balay T-510. Pesaba 110 kg y consumía 100 litros de agua por lavado. Fabricada hacia 1967.

Esteban Bayona nació en 1919 en Milagro (Navarra) España. Hacia 1939 inició una red comercial de chapa y cobre en Zaragoza. En 1940 compró una tienda de ultramarinos en la avenida San José de Zaragoza donde trabajó su futura esposa, Felisa Uriel y sus futuros suegros. La tienda Ultramarinos Uriel le proporcionó la capacidad inversora para otro negocio. En 1947 Esteban Bayona y José María Lairla fundaron un taller de fabricación de material eléctrico ubicado en la calle San José de Calasanz de Zaragoza donde sus 4 empleados, 2 hombres y 2 mujeres, se dedicaban a fabricar voltímetros, elevadores y reductores de tensión. El nombre Balay nace de las dos primeras letras de Bayona y las 3 primeras letras de Lairla. Cambiaron la i por y para darle mayor consistencia al nombre comercial. Esteban Bayona fue presidente de la compañía hasta 1970.
En 1948 el taller se trasladó a la calle Pradilla, número 58 de Zaragoza y con 17 empleados fabricaba reactancias para tubos fluorescentes.
En 1951 la empresa se transformó en sociedad anónima con el nombre de Industrias Radioeléctricas Balay S.A. y sus 40 empleados comenzaron a fabricar hornillos eléctricos.
En 1954 comenzó a fabricar lavadoras de carga superior en las que la ropa se movía siempre en el mismo sentido.
En 1956 se trasladó a la factoría de 3 000 m² situada en Montañana (Zaragoza) donde sus 80 empleados fabricaban electrodomésticos de cocción y lavado. Se abandonó la producción de material eléctrico.
En 1957 Esteban Bayona, Alfredo Sarto Pina y Andrés Izuzquiza crearon Vitrex S.L., dedicada a la esmaltación de piezas, como las cubas de las lavadoras y los hornos.
En 1958 se creó Fuyma para la producción de válvulas, llaves de paso y termostatos para los hornillos y cocinas de gas.
En 1962 se constituyó Comercial Balay para comercializar los productos. Balay contaba con 200 empleados.
En 1964 Balay comenzó a fabricar calentadores de gas.
En 1966 lanzó al mercado su primera lavadora automática, la T-500, que pesaba 100 kg y consumía 100 litros de agua en cada lavado.
En 1968 inició la exportación de sus productos.
En 1970 comenzó a usar el logotipo con una espiral inspirado en las placas eléctricas con forma de espira.
En 1976 el ministro de Trabajo, José Solís Ruiz, concedió la medalla de plata al mérito en el trabajo a Esteban Bayona Navarro.
En 1979 Balay invirtió 1 030 millones de pesetas en su nueva factoría de La Cartuja, Zaragoza. Creó 454 nuevos puestos de trabajo. Comenzó a fabricar su cuarta generación de lavadoras automáticas.
En 1980 inició investigaciones en el campo de la inducción como sistema de cocción. Balay destacó históricamente por tratar de desarrollar siempre tecnología propia.
Balay ha estado siempre ligado a la ciudad de Zaragoza y sus dos fábricas se ubicaban en el entorno rural de la ciudad de Zaragoza.
A comienzos de la década de 1980, Balay era una de las empresas líder del sector en España y empleaba a más de 2 000 trabajadores. Sin embargo, desde unos pocos años antes sufría una gravísima crisis, que fue común a casi todo el sector español de fabricantes de electrodomésticos de línea blanca, debido a la saturación del mercado nacional y el fin del proteccionismo. El sector vio en España, entre 1980 y 1987 una reducción del empleo directo que generaba en casi un 50%.
Balay entró en pérdidas en 1979 y un año después, realizó una primera regulación de empleo que afectó a una importante parte de la plantilla.
En 1980 entró a formar parte del plan de reconversión industrial del sector. Las administraciones públicas inyectaron una importante cantidad de dinero para reflotar la empresa y se realizó un importante reajuste laboral. Tras la formación de varios holdings con otras empresas del sector, finalmente Balay se unió con un grupo de empresas navarras (antiguo Grupo Orbaiceta) para formar el grupo Safel-Balay.
En 1989 se produjo la reprivatización del Grupo Safel-Balay. El gobierno optó por vender el grupo a la multinacional BSH frente al otro candidato, la francesa Thomson SA. BSH adquirió 50,3% de Balay-Safel. Así nació BSH Electrodomésticos España. En 1998 Balay quedaría definitivamente integrada en la estructura de BSH al adquirir esta el 100% del capital.
BSH fue fundada en 1967 como una joint venture entre Robert Bosch GmbH y Siemens AG. Desde el comienzo del año 2015, BSH pertenece exclusivamente al Grupo Bosch.
En 1991 Balay produjo sus primeras encimeras de inducción con tecnología propia.
En 2000 Balay celebró la producción de su lavadora 10 millones en la factoría de La Cartuja.
En 2004 produjo su primer horno con puerta extraíble.
En 2013 Balay produjo su placa de inducción 5 millones en su fábrica de Montañana.
Dentro del BSH Electrodomésticos España, las plantas de Montañana y La Cartuja adquirieron bastante importancia. Actualmente, en Montañana se encuentra el centro de competencia de inducción a nivel mundial para todo el grupo BSH y el área de innovación y tecnología corporativa. Montañana fue la sede social de la empresa hasta que esta se trasladó a la localidad navarra de Huarte por motivos fiscales. A partir del 1 de agosto de 2015 la razón social se encuentra en las oficinas centrales de Plaza, de Zaragoza.
En 2015, BSH Electrodomésticos España, S.A. agrupa a marcas del sector como Bosch, Siemens, Gaggenau, Neff, Ufesa y Balay. Tiene 7 fábricas en España y emplea aproximadamente a 4.000 personas.

## Mercados

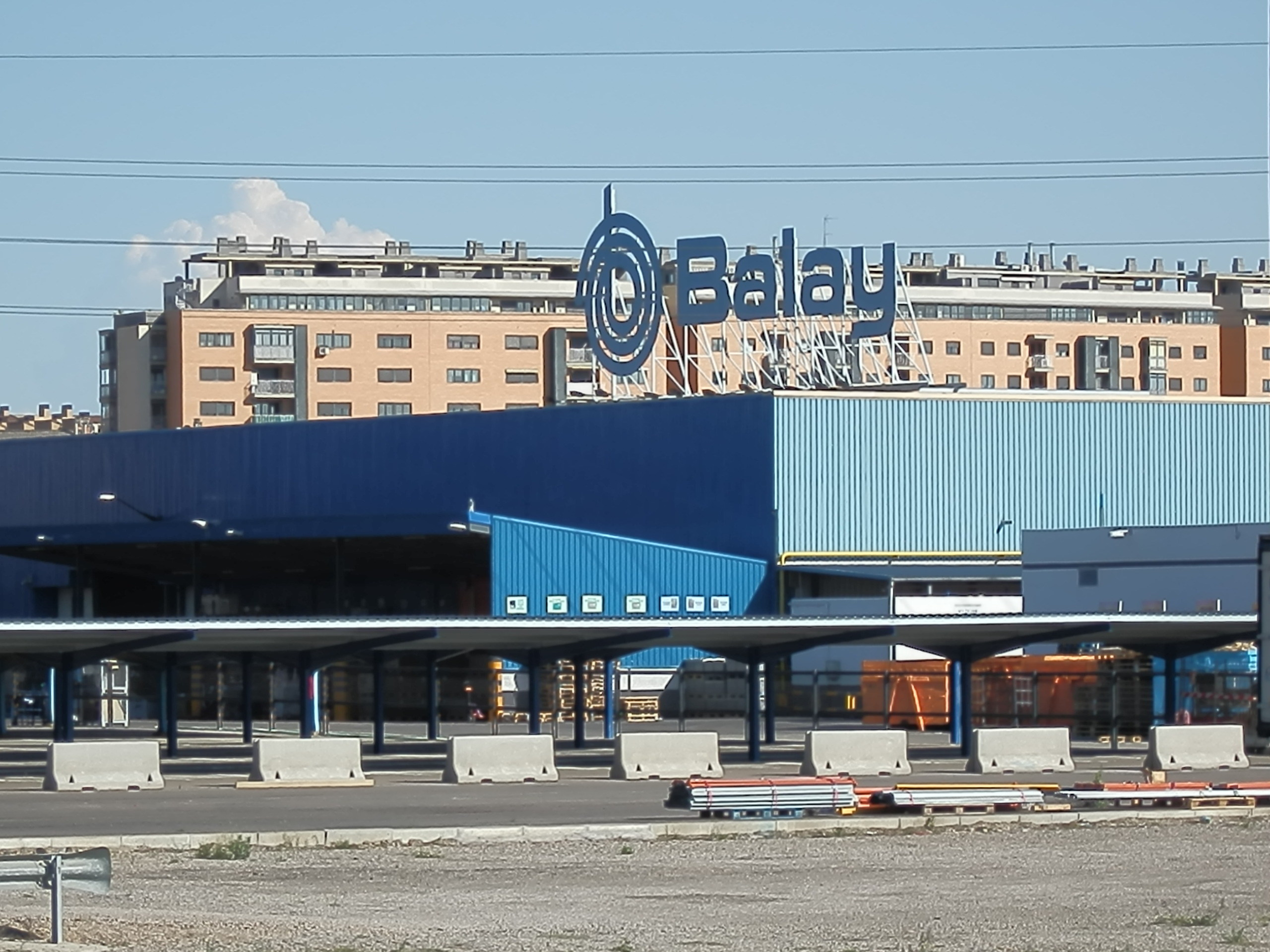
Fábrica de Balay en Santa Isabel, Zaragoza.

BSH conservó Balay como marca regional de la compañía orientada a los mercados español y portugués. Así, hoy en día se siguen comercializando en la península ibérica todo tipo de electrodomésticos bajo esta marca, siendo fabricados algunos en las antiguas factorías de Balay y la mayoría en otras plantas del Grupo BSH.
Balay, como marca, sigue manteniendo una alta cuota de mercado español, rondando el 14%.
A día de hoy, las oficinas centrales y el centro logístico de BSH Electrodomésticos España se encuentran en la plataforma logística PLA-ZA (Zaragoza).
En 2015 Balay fabricaba:
- lavadoras en La Cartuja, Zaragoza
- hornos, placas de inducción y lavavajillas en , Zaragoza
- placas de gas en Santander
- frigoríficos, congeladores y lavavajillas compactos en Esquíroz, Navarra
- planchas en Vitoria

- Datos: Q3307699
- Multimedia: Balay / Q3307699